# Travis Willingham
Travis Willingham (Dallas, 3 augustus 1981) is een Amerikaans stemacteur die vooral bekend staat om zijn rol 'Roy Mustang' in Full Metal Alchemist 2003 en Full Metal Alchemist Brotherhood 2010 en zijn rol als Knuckles the Echidna in Sonic Boom en verschillende Sonicspellen. Tevens behoort Willingham, samen met zijn vrouw Laura Bailey (eveneens een stemactrice) tot de vaste cast van de show Critical Role, waarin hij de rollen van Grog Strongjaw en Fjord vertolkt in respectievelijk seizoen 1 en seizoen 2. 
- Gemeinsame Normdatei: 1094922781
- International Standard Name Identifier: 0000 0005 0095 5226
- Virtual International Authority File: 39145971607132332872